# ジャイアント・ステップス
ジャイアント・ステップス（Giant Steps）は、ジャズ・サックス奏者ジョン・コルトレーンが1960年にアトランティック・レコードから発表したアルバム。CD化に伴い、ボーナス・トラックが6テイク追加された。
『ローリング・ストーン誌が選ぶオールタイム・ベストアルバム500』に於いて、103位にランクイン。

## 解説
コルトレーンは、マイルス・デイヴィスの『カインド・オブ・ブルー』への参加と前後して、本作をレコーディングした。まずは1959年4月1日にセッションを行うが、この時のテイクはアルバム本編には収められず、CD化の際に8.、9.、10.の3テイクが発掘された。そして、同年5月のセッションで、収録曲の大半が完成。「ネイマ」のみ12月2日のレコーディング。
「ジャイアント・ステップス」は、複雑に変化するコード進行（1コーラス16小節中に長3度という珍しい転調を10回行う）と、♩＝240を超えるハイテンポでの音数の多いサックス・プレイが話題となり、コルトレーンが従来のハード・バップから逸脱していることを示した。
「カズン・マリー」はコルトレーンの従姉妹に捧げた曲で、マイルス・デイヴィスのアルバム『クッキン』収録曲「ブルース・バイ・ファイヴ」を改作したもの。バラード「ネイマ」は当時の妻に捧げた曲で、後に多くのアーティストにカバーされた。「ミスターP.C.」は、マイルス・デイヴィス・バンドの盟友で、本作にも大きく貢献しているベーシスト、ポール・チェンバースに捧げた曲。

## 収録曲
全曲ジョン・コルトレーン作曲。8.-13.はCDのみ収録。
1. ジャイアント・ステップス - "Giant Steps"
2. カズン・マリー - "Cousin Mary"
3. カウントダウン - "Countdown"
4. スパイラル - "Spiral"
5. シーダズ・ソング・フルート - "Syeeda's Song Flute"
6. ネイマ - "Naima"
7. ミスターP.C. - "Mr. P.C."

### CD再発ボーナス・トラック
1. ジャイアント・ステップス（別テイク）
2. ネイマ（別テイク）
3. ライク・ソニー - "Like Sonny"
4. カウントダウン（別テイク）
5. カズン・マリー（別テイク）
6. シーダズ・ソング・フルート（別テイク）

## 演奏メンバー
- ジョン・コルトレーン - テナー・サックス
- トミー・フラナガン - ピアノ（6.8.9.10.を除く）
- ウィントン・ケリー - ピアノ（on 6.）
- シダー・ウォルトン - ピアノ（on 8.9.10.）
- ポール・チェンバース - ベース
- アート・テイラー - ドラム（6.8.9.10.を除く）
- ジミー・コブ - ドラム（on 6.）
- レックス・ハンフリーズ（英語版） - ドラム（on 8.9.10.）